# Grb Občine Slovenske Konjice
Grb Občine Slovenske Konjice je upodobljen na ščitu s poljem rdeče barve z zlato obrobo. Na rdečem polju je kot osrednji motiv upodobljen v levo (heraldično desno) vzpenjajoč neosedlan konj bele (heraldično srebrne) barve.